# Simo Nikolić
Simo Nikolić (Novi Sad, 29. siječnja 1941. – Rijeka, 9. travnja 2012.), hrvatski jedriličar, osvajač brojnih odličja i dvostruki olimpijac. Prvi hrvatski jedriličar osvajač medalje na Svjetskom prvenstvu (dio posade s Antonom Gregom).

## Životopis

### Rani počeci
Simo Nikolić rođen je 29. siječnja 1941. u Novom Sadu, a nakon diplome na Strojarskom fakultetu u Ljubljani počinje se baviti jedrenjem u Jedriličarskom klubu Istra - Lovran. Godine 1957. postaje član JK Galeb.

### Karijera
Godine 1961. s Antonom Gregom osvojio je naslov europskog juniorskog prvaka u klasi Šljuka. Pet godina kasnije dvojac osvaja zlato, a 1967. osvajaju svjetsku broncu. Godine 1968. na Europskom prvenstvu osvajaju srebro. Krajem 60-ih godina, dvojac se prebacio u klasu Flying i dvaput su se plasirali na Olimpijske igre. Godine 1968. u Meksiku su osvojili 13. mjesto, a 1972. u Münchenu peto.
Od 1984. do 1991., Simo Nikolić postao je međunarodni jedriličarski sudac. Tri je godine (1984. – 1987.) obavljao dužnost predsjednika JK Galeb.

### Smrt
Umro je 9. travnja 2012. godine u Rijeci, a pokopan je 12. travnja na riječkom groblju Trsat.